# Serie A 2012-2013 (calcio a 5)
Il campionato di Serie A 2012-2013 è stato il 24º campionato di Serie A e la 30ª manifestazione nazionale che assegnasse il titolo di campione d'Italia. La stagione regolare ha preso avvio il 15 settembre 2012 e si è conclusa il 20 aprile del 2013, prolungandosi fino al 7 giugno seguente con la disputa delle partite di spareggio. A parità di punteggio fra due o più squadre, la graduatoria finale è determinata in base alla classifica avulsa (stesso parametro utilizzato al termine del girone d'andata per definire le formazioni qualificate alla final eight di Coppa Italia). I criteri imposti sono: punti ottenuti negli scontri diretti, differenza reti negli scontri diretti, differenza reti generale, reti realizzate in generale, sorteggio. Il meccanismo dei play-off e dei play-out è il medesimo della stagione precedente: Al termine della stagione regolare, le prime otto classificate accedono direttamente agli spareggi-scudetto mentre l'undicesima e la dodicesima classificata si scontreranno nello spareggio salvezza, per decretare la terza squadra che sarà retrocessa in A2. Le ultime due classificate retrocedono direttamente nella seconda serie. Anche in questa stagione il pallone ufficiale è stato il Thorax 1000 fornito dalla Molten, adoperato in tutti i campionati organizzati dalla Divisione Calcio a 5. Per il secondo anno consecutivo, sono 7 le regioni rappresentate in questo torneo.
Il Veneto è il territorio che esprime il maggior numero di squadre (quattro), seguito da Abruzzo e Lazio con tre squadre ciascuno. La squadra campione in carica è la Luparense, che dopo due stagioni di digiuno (interrotte dalle prime vittorie di Montesilvano e della Marca) è tornata a cucirsi lo scudetto sul petto, conquistandolo per la quarta volta nelle ultime sei edizioni. A prendere il posto di Fiumicino e Augusta - retrocesse in Serie A2 - sono stati il Verona (vincitore del girone A di Serie A2) e la Cogianco Genzano (vincitrice del raggruppamento B); se per la formazione scaligera si tratta di un ritorno nella massima categoria dopo tredici anni di assenza, la società laziale è al debutto assoluto. A causa della mancata iscrizione della neopromossa Canottieri Lazio e del Bisceglie, sono stati ripescati il retrocesso Kaos e il Napoli, sconfitto nella finale play-off del girone B proprio dalla Canottieri. Il ripescaggio riporta i partenopei nella massima serie dopo appena un anno dalla retrocessione in Serie A2.

## Avvenimenti

### Sorteggio calendari
Il sorteggio del campionato di calcio a 5 2012-2013 si è svolto il 6 agosto. Per la stesura dei calendari si sono imposti i seguenti criteri:
- Le prime quattro classificate della stagione 2011/12 non si incontrano nelle prime due giornate e nell'ultima;
- Verrà disposto l'anticipo per la eventuale partecipazione alla Elite Round della Coppa UEFA della Luparense, che nel caso di passaggio del turno, giocherebbe la partita della 5ª giornata di andata martedì 2 ottobre, ovviamente in orario serale;
- In relazione agli impegni amichevoli della nazionale italiana, la 12ª giornata di andata (prevista il 5 gennaio 2013) e la quinta di ritorno (9 febbraio 2013) si disputeranno comunque al sabato e/o al venerdì;
- I turni infrasettimanali si giocano martedì 22 gennaio e mercoledì 13 marzo, alle ore 20.00.

In questa stagione sono stati programmati soltanto due turni infrasettimanali, il 22 gennaio ed il 13 marzo del 2013 con ben tre soste di cui quella nel periodo compreso dal 20 ottobre al 17 novembre in quanto la nazionale italiana era impegnata in quel periodo a disputare il Campionato del Mondo di calcio a 5, tenutosi in Thailandia. Il torneo si è fermato anche il 2 marzo e nella settimana tra il 23-30 marzo, rispettivamente per la disputa della final eight di Coppa Italia e per le qualificazioni al campionato europeo del 2014.
Come nella precedente edizione, anche quest'anno le ultime due giornate della stagione regolare si sono svolte in contemporanea, senza anticipi e posticipi (la penultima giornata si è giocata alle ore 19, l'ultimo turno alle 18).

## Squadre partecipanti
| Club           | Città                 | Palazzetto                     | Sponsor tecnico | Sponsor ufficiale                   | Risultato Stagione 2011-2012                               |
| -------------- | --------------------- | ------------------------------ | --------------- | ----------------------------------- | ---------------------------------------------------------- |
| Acqua e Sapone | Città Sant'Angelo     | Pala Castagna                  | Joma            | Acqua & Sapone                      | 7º posto in Serie A, elim. ai quarti Play-off              |
| Asti           | Asti                  | Pala San Quirico               | Joma            | Istituto Ayrton Senna Veneto Banca  | 6º posto in Serie A, elim. ai quarti Play-off              |
| Cogianco       | Genzano               | Pala Cesaroni                  | Adidas          | Cogianco gruppo Giannini            | 1º posto in Serie A2 gir. B                                |
| Kaos           | Bologna               | PalaBoschetto                  | Macron          | King Kong overside                  | 13º posto in Serie A (ripescato)                           |
| Lazio          | Roma                  | FutsalArena                    | Gems            | Alpha Formazione                    | 3º posto in Serie A, elim. in sem. Play-off                |
| Luparense      | San Martino di Lupari | PalaBruel (Bassano del Grappa) | Joma            | Alter Ego                           | 1º posto in Serie A, Campione d'Italia                     |
| Marca          | Castelfranco Veneto   | PalaMazzalovo (Montebelluna)   | Joma            | Hidrax                              | 2º posto in Serie A, finalista Play-off                    |
| Montesilvano   | Montesilvano          | PalaRoma                       | Agla            | Daf Chemiservice                    | 4º posto in Serie A, elim. in sem. Play-off                |
| Napoli         | Napoli                | Centro FIPAV (Cercola)         | Joma            | Acqua Minerale Sorgesana            | 3º posto in Serie A2, elim. in finale Play-off (ripescato) |
| Pescara        | Pescara               | PalaRigopiano                  | Gems            | Gemmy                               | 5º posto in Serie A,elim. ai quarti Play-off               |
| Sport Five     | Putignano             | PalaFive “Massimo Sbiroli”     | Gems            | Promomedia (pubblicità e marketing) | 8º posto in Serie A, elim. ai quarti Play-off              |
| Real Rieti     | Rieti                 | PalaMalfatti                   | Legea           | Cartaria Saponer                    | 10º posto in Serie A                                       |
| Venezia        | Venezia               | PalaCosmet (Dolo)              | Sportika        | Franco Gomme                        | 12º posto in Serie A, salvo dopo i play-out                |
| Verona         | Verona                | PalaOlimpia                    | Macron          | AGSM                                | 1º posto in Serie A2 gir. A                                |

## Classifica[6]
|                               | Pos. | Squadra        | Pt | G  | V  | N | P  | GF  | GS  | DR   |
| ----------------------------- | ---- | -------------- | -- | -- | -- | - | -- | --- | --- | ---- |
|                               | 1.   | Asti           | 66 | 26 | 20 | 6 | 0  | 125 | 63  | +62  |
| Vincitrice della Coppa Italia | 2.   | Luparense      | 50 | 26 | 15 | 5 | 6  | 111 | 67  | +44  |
|                               | 3.   | Lazio          | 50 | 26 | 14 | 8 | 4  | 98  | 57  | +41  |
|                               | 4.   | Cogianco       | 49 | 26 | 14 | 7 | 5  | 105 | 66  | +39  |
|                               | 5.   | Marca          | 45 | 26 | 13 | 6 | 7  | 97  | 66  | +31  |
|                               | 6.   | Acqua e Sapone | 43 | 26 | 13 | 4 | 9  | 92  | 60  | +32  |
|                               | 7.   | Kaos           | 42 | 26 | 13 | 4 | 9  | 98  | 70  | +28  |
|                               | 8.   | Pescara        | 38 | 26 | 11 | 5 | 10 | 100 | 82  | +18  |
|                               | 9.   | Montesilvano   | 38 | 26 | 11 | 5 | 10 | 87  | 73  | +14  |
|                               | 10.  | Real Rieti     | 33 | 26 | 10 | 3 | 13 | 73  | 69  | +4   |
|                               | 11.  | Napoli         | 25 | 26 | 7  | 4 | 15 | 78  | 95  | -17  |
|                               | 12.  | Venezia        | 20 | 26 | 6  | 2 | 18 | 63  | 106 | -43  |
|                               | 13.  | Verona         | 15 | 26 | 4  | 3 | 19 | 60  | 116 | -56  |
|                               | 14.  | Sport Five     | 0  | 26 | 0  | 0 | 26 | 34  | 231 | -197 |

### Verdetti
- Marca campione d'Italia 2012-2013 e qualificata alla Coppa UEFA 2013-2014 (calcio a 5)
- Sport Five Putignano, Verona, e dopo i play-out, Venezia retrocesse in Serie A2 2013-14.
- Montesilvano rinuncia al campionato di serie A, ripartendo dalla serie B; Cogianco Genzano,Sport Five Putignano e Verona non iscritte al successivo campionato di competenza, occupandosi del solo settore giovanile e scolastico; Venezia non iscritto al campionato di Serie A2.

### Calendario e risultati[11]
| andata       | 1ª giornata                | ritorno      |
| 15 set. 2012 |                            | 19 gen. 2013 |
| 2-2          | Acqua&Sapone - Napoli      | 7-5          |
| 3-0          | Cogianco Genzano - Venezia | 6-2          |
| 1-4          | Kaos - Asti                | 1-3          |
| 4-3          | Luparense - Real Rieti     | 4-5          |
| 5-4          | Pescara - Marca Futsal     | 4-5          |
| 2-6          | Putignano - Montesilvano   | 1-8          |
| 1-7          | Verona - Lazio             | 2-7          |

| andata      | 4ª giornata                     | ritorno     |
| 6 ott. 2012 |                                 | 2 feb. 2013 |
| 4-2         | Asti - Real Rieti               | 3-2         |
| 7-2         | Kaos - Pescara                  | 7-5         |
| 2-1         | Lazio - Putignano               | 11-3        |
| 2-2         | Marca Futsal - Cogianco Genzano | 1-4         |
| 2-3         | Montesilvano - Luparense        | 2-5         |
| 3-1         | Napoli - Verona                 | 2-2         |
| 1-6         | Venezia - Acqua&Sapone          | 1-0         |

| andata       | 7ª giornata               | ritorno      |
| 1º dic. 2012 |                           | 23 feb. 2013 |
| 2-4          | Acqua&Sapone - Asti       | 4-4          |
| 7-1          | Lazio - Napoli            | 2-2          |
| 3-4          | Luparense - Kaos          | 2-7          |
| 7-4          | Montesilvano - Venezia    | 1-1          |
| 1-4          | Real Rieti - Marca Futsal | 3-5          |
| 0-5          | Putignano - Pescara       | 1-15         |
| 2-3          | Verona - Cogianco Genzano | 2-8          |

| andata       | 10ª giornata                 | ritorno      |
| 22 dic. 2012 |                              | 16 mar. 2013 |
| 4-1          | Acqua&Sapone - Verona        | 5-3          |
| 7-1          | Asti - Napoli                | 3-3          |
| 17-1         | Cogianco Genzano - Putignano | 11-2         |
| 0-1          | Kaos - Real Rieti            | 7-5          |
| 4-3          | Marca Futsal - Montesilvano  | 3-4          |
| 3-3          | Pescara - Luparense          | 2-3          |
| 2-4          | Venezia - Lazio              | 0-4          |

| andata       | 13ª giornata                    | ritorno      |
| 12 gen. 2013 |                                 | 20 apr. 2013 |
| 8-0          | Asti - Putignano                | 8-1          |
| 5-2          | Lazio - Pescara                 | 2-2          |
| 6-0          | Luparense - Verona              | 5-1          |
| 1-1          | Montesilvano - Cogianco Genzano | 5-5          |
| 3-4          | Napoli - Kaos                   | 1-2          |
| 3-2          | Real Rieti - Acqua&Sapone       | 3-1          |
| 0-5          | Venezia - Marca Futsal          | 0-6          |

| andata       | 2ª giornata               | ritorno      |
| 22 set. 2012 |                           | 22 gen. 2013 |
| 5-5          | Asti - Luparense          | 4-2          |
| 3-4          | Lazio - Acqua&Sapone      | 3-3          |
| 2-2          | Marca Futsal - Kaos       | 0-0          |
| 8-0          | Montesilvano - Verona     | 2-1          |
| 1-3          | Napoli - Cogianco Genzano | 2-3          |
| 1-0          | Real Rieti - Putignano    | 8-1          |
| 2-3          | Venezia - Pescara         | 1-5          |

| andata       | 5ª giornata              | ritorno     |
| 13 ott. 2012 |                          | 9 feb. 2013 |
| 1-1          | Acqua&Sapone - Pescara   | 3-1         |
| 4-9          | Cogianco Genzano - Asti  | 0-3         |
| 4-3          | Luparense - Venezia      | 4-2         |
| 3-1          | Montesilvano - Lazio     | 2-1         |
| 2-3          | Real Rieti - Napoli      | 4-2         |
| 2-4          | Putignano - Marca Futsal | 2-10        |
| 6-4          | Verona - Kaos            | 0-4         |

| andata      | 8ª giornata                     | ritorno     |
| 8 dic. 2012 |                                 | 9 mar. 2013 |
| 3-3         | Asti - Lazio                    | 3-3         |
| 2-0         | Cogianco Genzano - Acqua&Sapone | 5-4         |
| 7-1         | Kaos - Putignano                | 12-0        |
| 1-5         | Marca Futsal - Luparense        | 3-3         |
| 1-3         | Napoli - Montesilvano           | 2-3         |
| 6-0         | Pescara - Verona                | 1-1         |
| 2-4         | Venezia - Real Rieti            | 2-2         |

| andata       | 11ª giornata                  | ritorno     |
| 29 dic. 2012 |                               | 6 apr. 2013 |
| 3-0          | Lazio - Kaos                  | 4-2         |
| 1-2          | Luparense - Acqua&Sapone      | 1-0         |
| 4-4          | Montesilvano - Pescara        | 3-6         |
| 7-4          | Napoli - Marca Futsal         | 2-8         |
| 2-2          | Real Rieti - Cogianco Genzano | 2-3         |
| 1-6          | Putignano - Verona            | 1-14        |
| 3-4          | Venezia - Asti                | 1-4         |

| andata       | 3ª giornata                 | ritorno      |
| 29 set. 2012 |                             | 26 gen. 2013 |
| 2-3          | Acqua&Sapone - Marca Futsal | 2-5          |
| 1-1          | Cogianco Genzano - Kaos     | 4-5          |
| 2-2          | Luparense - Lazio           | 8-4          |
| 3-4          | Pescara - Asti              | 2-7          |
| 1-2          | Real Rieti - Montesilvano   | 3-2          |
| 1-3          | Putignano - Napoli          | 1-11         |
| 0-3          | Verona - Venezia            | 6-1          |

| andata       | 6ª giornata                | ritorno      |
| 24 nov. 2012 |                            | 16 feb. 2013 |
| 6-5          | Asti - Montesilvano        | 5-4          |
| 0-1          | Kaos - Acqua&Sapone        | 1-3          |
| 2-1          | Lazio - Real Rieti         | 4-0          |
| 6-1          | Marca Futsal - Verona      | 5-1          |
| 2-6          | Napoli - Luparense         | 1-2          |
| 4-1          | Pescara - Cogianco Genzano | 2-4          |
| 4-3          | Venezia - Putignano        | 7-2          |

| andata       | 9ª giornata                  | ritorno      |
| 15 dic. 2012 |                              | 13 mar. 2013 |
| 4-1          | Lazio - Marca Futsal         | 2-2          |
| 2-2          | Luparense - Cogianco Genzano | 3-4          |
| 0-3          | Montesilvano - Kaos          | 4-4          |
| 5-3          | Napoli - Venezia             | 5-6          |
| 2-3          | Real Rieti - Pescara         | 4-5          |
| 2-13         | Putignano - Acqua&Sapone     | 2-15         |
| 2-7          | Verona - Asti                | 5-8          |

| andata      | 12ª giornata                | ritorno      |
| 5 gen. 2013 |                             | 13 apr. 2013 |
| 4-2         | Acqua&Sapone - Montesilvano | 2-1          |
| 2-3         | Cogianco Genzano - Lazio    | 5-5          |
| 7-2         | Kaos - Venezia              | 6-10         |
| 3-3         | Marca Futsal - Asti         | 1-2          |
| 2-5         | Pescara - Napoli            | 7-3          |
| 2-15        | Putignano - Luparense       | 1-10         |
| 2-2         | Verona - Real Rieti         | 0-7          |

## Statistiche e record

### Classifica marcatori
| Gol |  |  | Giocatore            | Squadra        |
| --- |  |  | -------------------- | -------------- |
| 33  |  |  | Kaká                 | Kaos           |
| 24  |  |  | Gabriel Lima         | Asti           |
| 24  |  |  | Maximiliano Rescia   | Cogianco       |
| 23  |  |  | Alessandro Patias    | Asti           |
| 23  |  |  | Diego Cavinato       | Asti           |
| 20  |  |  | Mauro Canal          | Luparense      |
| 20  |  |  | Douglas Nicolodi     | Pescara        |
| 19  |  |  | Héctor Albadalejo    | Acqua e Sapone |
| 18  |  |  | Borja Blanco         | Marca          |
| 17  |  |  | Rogerio              | Luparense      |
| 17  |  |  | Juan Adrián Salas    | Lazio          |
| 17  |  |  | Humberto Honorio     | Luparense      |
| 17  |  |  | Cristiano Scandolara | Kaos           |
| 16  |  |  | Antonio Campano      | Napoli         |

| Gol |  |  | Giocatore         | Squadra        |
| --- |  |  | ----------------- | -------------- |
| 15  |  |  | Vinícius Duarte   | Marca          |
| 15  |  |  | Patrick Nora      | Marca          |
| 15  |  |  | Junior            | Montesilvano   |
| 15  |  |  | Erick Bellomo     | Venezia        |
| 15  |  |  | Mauricio          | Cogianco       |
| 14  |  |  | Saúl Olmo         | Cogianco       |
| 14  |  |  | Leandro Cuzzolino | Montesilvano   |
| 14  |  |  | Vinícius Bacaro   | Lazio          |
| 13  |  |  | Eduardo Morgado   | Pescara        |
| 13  |  |  | Edgar Bertoni     | Marca          |
| 13  |  |  | Murilo Ferreira   | Acqua e Sapone |
| 13  |  |  | Alex Merlim       | Luparense      |
| 13  |  |  | Lucas Vizonan     | Sport Five     |
| 13  |  |  | Roque Sartori     | Napoli         |

### Capoliste solitarie
- Dalla 3ª alla 4ª giornata: Montesilvano
- Dalla 4ª alla 26ª giornata: Asti

### Record
- Maggior numero di vittorie: Asti (20)
- Maggior numero di vittorie in casa: Asti (10)
- Maggior numero di vittorie in trasferta: Asti (10)
- Minor numero di sconfitte: Asti (0)
- Migliore attacco: Asti (125)
- Miglior difesa: Lazio (57)
- Miglior differenza reti: Asti (+62)
- Maggior numero di pareggi: Lazio (8)
- Minor numero di pareggi: Putignano (0)
- Minor numero di vittorie: Putignano (0)
- Maggior numero di sconfitte: Putignano (26)
- Peggiore attacco: Putignano (34)
- Peggior difesa: Putignano (231)
- Peggior differenza reti: Putignano (-197)
- Partite con più reti: Cogianco-Putignano 17-1 (18)
- Partita con maggiore scarto di gol: Cogianco-Putignano 17-1 (16)
- Maggior numero di reti in una giornata: 22ª (69)
- Minor numero di reti in una giornata: 3ª (28)
- Maggior numero di vittorie consecutive: Asti (7)
- Miglior serie positiva: Asti (26)
- Peggior serie negativa: Putignano (26)
- Risultato più frequente: 2-2 (12 volte)

## Curiosità
- Per la prima volta nella storia del campionato di Serie A, una squadra riesce a chiudere imbattuta (Asti, 20 vittorie e 6 pareggi)
- Per il secondo anno consecutivo la Lazio è la squadra che ha totalizzato più pareggi nel corso della stagione regolare: lo scorso anno furono sette, quest'anno otto.
- La Marca stabilisce un record in quanto per la prima volta nel massimo torneo di calcio a 5 una squadra riesce a portare a casa il tricolore vincendo le prime tre gari della finale scudetto e questo record non è ancora stato bissato.
- Il nono posto raggiunto al termine del corrente campionato interrompe la lunga serie di partecipazioni consecutive del Montesilvano ai play-off scudetto (10: iniziata nella stagione 2003-04).
- La Marca è alla quarta finale scudetto consecutiva.
- Julio Fernandez e Fulvio Colini, i due allenatori finalisti, erano gli unici ad aver già vinto uno scudetto tra gli otto tecnici qualificati ai play-off.
- Degli ultimi otto scudetti, ben sette sono finiti a squadre venete (quattro alla Luparense, due alla Marca e uno all'Arzignano). L'ottavo, quello della stagione 2009-10, è stato vinto dal Montesilvano. In totale sono otto gli scudetti veneti nelle ultime dieci stagioni.
- Julio Fernandez è il primo allenatore a vincere due scudetti consecutivi con due squadre diverse.

## Play-off

### Formula

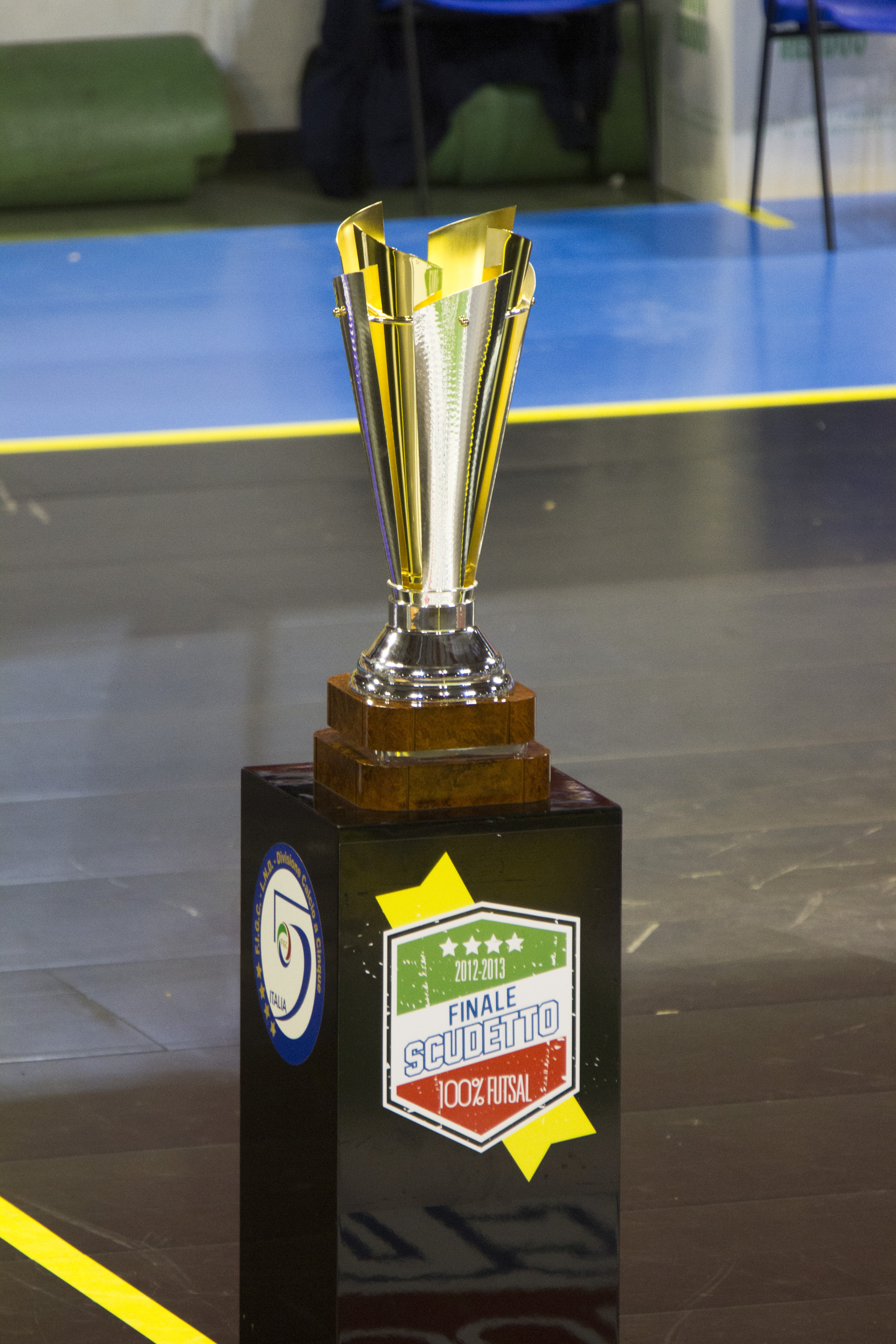
La coppa assegnata ai vincitori

Ai play-off valevoli per lo scudetto sono qualificate d'ufficio le società classificatesi ai primi otto posti al termine della stagione regolare. Gli incontri dei quarti di finale e delle semifinali sono a eliminazione diretta con gare di andata e ritorno. Gli incontri di ritorno saranno effettuati in casa delle squadre meglio classificate al termine della "stagione regolare". Al termine degli incontri saranno dichiarate vincenti le squadre, che nelle due partite di andata e di ritorno, avranno ottenuto il maggior punteggio. In caso di parità di punti tra le due squadre al termine delle due gare, indipendentemente dalla differenza reti, si disputerà una terza gara di spareggio da giocarsi sempre sul campo della migliore classificata al termine della stagione regolare. In caso di parità al termine della terza gara si giocheranno due tempi supplementari di 5 minuti ciascuno. Qualora anche al termine di questi le squadre fossero in parità sarà considerata vincente la squadra in migliore posizione di classifica al termine della "stagione regolare". A differenza delle precedenti edizioni, la finale si disputerà al meglio delle cinque gare secondo l'ordine di seguito evidenziato: 1ª gara in casa della squadra meglio classificata al termine della "stagione regolare"; 2ª e 3ª gara in casa della squadra peggio classificata al termine della “stagione regolare”; 4^ (eventuale) e 5ª gara (eventuale) in casa della squadra meglio classificata al termine della "stagione regolare". Al termine degli incontri saranno dichiarate vincenti le squadre, che avranno ottenuto il maggior punteggio. In caso di parità al termine della prima gara, della seconda gara, della terza gara e della eventuale quarta gara, si procederà direttamente all'effettuazione dei tiri di rigore. In caso di parità al termine della (eventuale) quinta gara si giocheranno due tempi supplementari di 5 minuti ciascuno. Qualora anche al termine di questi le squadre fossero in parità si procederà all'effettuazione dei tiri di rigore.

### Tabellone
|  | Quarti di finale | Quarti di finale | Quarti di finale | Quarti di finale | Quarti di finale |   |           | Semifinali     | Semifinali | Semifinali | Semifinali | Semifinali |  |  | Finale | Finale | Finale | Finale | Finale | Finale | Finale |
|  |                  |                  |                  |                  |                  |   |           |                |            |            |            |            |  |  |        |        |        |        |        |        |        |
|  | 1                | Asti             | 2                | 7                | -                |   |           |                |            |            |            |            |  |  |        |        |        |        |        |        |        |
|  | 8                | Pescara          | 2                | 0                | -                |   |           |                |            |            |            |            |  |  |        |        |        |        |        |        |        |
|  | 8                | Pescara          | 2                | 0                | -                |   | 1         | Asti           | 2          | 2          | -          |            |  |  |        |        |        |        |        |        |        |
|  |                  |                  |                  |                  |                  |   | 1         | Asti           | 2          | 2          | -          |            |  |  |        |        |        |        |        |        |        |
|  |                  | 5                | Marca            | 2                | 3                | - |           |                |            |            |            |            |  |  |        |        |        |        |        |        |        |
|  | 4                | 5                | Marca            | 2                | 3                | - | Cogianco  | 2              | 2          | -          |            |            |  |  |        |        |        |        |        |        |        |
|  | 4                |                  |                  |                  |                  |   | Cogianco  | 2              | 2          | -          |            |            |  |  |        |        |        |        |        |        |        |
|  | 5                | Marca            | 3                | 4                | -                |   |           |                |            |            |            |            |  |  |        |        |        |        |        |        |        |
|  |                  |                  |                  |                  |                  |   |           |                |            |            |            |            |  |  | 5      | Marca  | 3      | 5      | 3      | -      | -      |
|  |                  |                  | 2                | Luparense        | 2                | 3 | 2         | -              | -          |            |            |            |  |  |        |        |        |        |        |        |        |
|  | 3                | Lazio            | 1                | 4                | 3                |   |           |                |            |            |            |            |  |  |        |        |        |        |        |        |        |
|  | 6                | Acqua e Sapone   | 3                | 0                | 6                |   |           |                |            |            |            |            |  |  |        |        |        |        |        |        |        |
|  | 6                | Acqua e Sapone   | 3                | 0                | 6                |   | 6         | Acqua e Sapone | 4          | 0          | -          |            |  |  |        |        |        |        |        |        |        |
|  |                  |                  |                  |                  |                  |   | 6         | Acqua e Sapone | 4          | 0          | -          |            |  |  |        |        |        |        |        |        |        |
|  |                  | 2                | Luparense        | 4                | 3                | - |           |                |            |            |            |            |  |  |        |        |        |        |        |        |        |
|  | 2                | 2                | Luparense        | 4                | 3                | - | Luparense | 2              | 3          | -          |            |            |  |  |        |        |        |        |        |        |        |
|  | 2                |                  |                  |                  |                  |   | Luparense | 2              | 3          | -          |            |            |  |  |        |        |        |        |        |        |        |
|  | 7                | Kaos             | 1                | 3                | -                |   |           |                |            |            |            |            |  |  |        |        |        |        |        |        |        |

### Risultati

#### Quarti di finale[13]

##### Gara 1
| Arbitri: | Giuseppe Di Gregorio (Enna) Walter Mameli (Cagliari) Gianfranco Di Padova (Termoli) |
| Crono:   | Luca Di Stefano (Albano Laziale)                                                    |

|                                   |           |                               |
| Nicolodi 4’47'’ Canabarro 27’11'’ | Marcatori | 0’47'’ Patias 37’06'’ Fortino |

| Arbitri: | Gennaro Luca De Falco (Catanzaro) Gianmichele Frasconi (Olbia) Nicola Zanna (Ferrara) |
| Crono:   | Emanuele Pino Frangione (Bernalda)                                                    |

|                                                |           |                                |
| Ercolessi 13'29’’ Wilhelm 19'22’’ Nora 32'45’’ | Marcatori | 34'42’’ Mauricio 37'52’’ Crema |

| Arbitri: | Tito Stampacchia (Modena) Andrea Sabatini (Bologna) Alessandro Rafaeli (Jesi) |
| Crono:   | Lorenzo Di Guilmi (Vasto)                                                     |

|                                                  |           |                |
| Héctor 7'25’’ Chaguinha 9'26’’ Zanchetta 30'34’’ | Marcatori | 20'37’’ Bacaro |

| Arbitri: | Marco Delpiano (Cagliari) Ruggiero Chiariello (Barletta) Alessandro Ferrari (Legnano) |
| Crono:   | Marco Brasi (Seregno)                                                                 |

|              |           |                                |
| Kaká 37'15’’ | Marcatori | 17'20’’ Merlim 28'42’’ Rogério |

##### Gara 2
| Arbitri: | Gianantonio Leonforte (Vicenza) Filippo Vidotto (San Donà di Piave) Mauro De Coppi (Conegliano) |
| Crono:   | Nicola Salvalaggio (Castelfranco Veneto)                                                        |

| |           |  |
| Patias 13'34’’, 17'31’’ (t.l.) Lima 30'24’’ Ramon 32'04’’ Corsini 33'33’’ Kiko 34'07’’ Cavinato 37'23’’ | Marcatori |  |

| Arbitri: | Francesco Novellino (Potenza) Davide Aresu (Cagliari) Leonardo Gaetani (Pescara) |
| Crono:   | Nicola Raimondi (Battipaglia)                                                    |

|                                  |           |                                                                  |
| Everton 14'45’’ Mauricio 19'20’’ | Marcatori | 20'25’ E. Bertoni 29'49’’ (aut.) Saúl 38'58’’ Nora 39'04’’ Borja |

| Arbitri: | Andrea Giada (Mestre) Luca Rutigliano (Bari) Gaspare Maurici (Prato) |
| Crono:   | Francesco Bertini (Empoli)                                           |

|                                                              |           |  |
| Bacaro 3'33’’ Foglia 24'53’’ Tostao 37'32’’ J. Salas 38'09’’ | Marcatori |  |

| Arbitri: | Pasquale Casale (Firenze) Giovanni D’Oria (Bari) Marco Cattaneo (Bergamo) |
| Crono:   | Emanuela Rea (Roma 1)                                                     |

|                                   |           |                                           |
| Merlim 26'10’’, 28’ Canal 38'49’’ | Marcatori | 27'21’’ Laion 28'53’’ André 33'31’’ Jeffe |

##### Gara 3
| Arbitri: | Giacomo De Varti (Foggia) Antonio Gallo (Torre Annunziata) Vincenzo Francese (Battipaglia) |
| Crono:   | Giovanni Ferraioli Vitolo (Castellammare di Stabia)                                        |

|                                                   |           |                                                                                     |
| Foglia 4'56’’ Bacaro 18'45’’ (t.l.) Dimas 36'58’’ | Marcatori | 10'49’’, 32'02’’ Héctor 23'22’’, 39'04’’ Chaguinha 27'39’’ Caetano 37'07’’ Silveira |

#### Semifinali[15]

##### Gara 1
| Arbitri: | Domenico Daidone (Trapani) Francesca Muccardo (Roma 1) Alessandro Maggiore (Bologna) |
| Crono:   | Stefano Mezzadri (Parma)                                                             |

|                                  |           |                               |
| Duarte 6'09’’ E. Bertoni 31'00’’ | Marcatori | 6'33’’ Patias 39'06’’ Fortino |

| Arbitri: | Fabio Gelonese (Milano) Mario Filippini (Roma 1) Francesco Nitti (Barletta) |
| Crono:   | Donato Lamanuzzi (Molfetta)                                                 |

|                                                                            |           |                                                         |
| Chaguinha 2'39’’ Ferreira 27'34’’ Zanchetta 28'49’’ (t.l.) Caetano 36'41’’ | Marcatori | 9'48’’, 27'13’’ Merlim 27'48’’ Saioitti 29'51’’ Honorio |

##### Gara 2
| Arbitri: | Francesco Massini (Roma 1) Mauro Albertini (Ascoli Piceno) Gaudenzio Raffaelli (Terni) |
| Crono:   | Ettore Quarti (Imperia)                                                                |

|                                |           |                                                    |
| Fortino 27'56’’ Patias 38'41’’ | Marcatori | 10'10’’ E. Bertoni 11'13’’ Duarte 34'51’’ Follador |

| Arbitri: | Alessandro Malfer (Rovereto) Damiano Calaprice (Bari) Giuseppe Parente (Como) |
| Crono:   | Donato Lazzizzera (Sesto San Giovanni)                                        |

|                                                     |           |  |
| Canal 8'23’’ Saiotti 30'58’’ Pedotti 35'26’’ (rig.) | Marcatori |  |

#### Finale

##### Gara 1
| Arbitri: | Marco Vocca (Battipaglia) Nicola Maria Manzione (Salerno) Biagio Carbone (Mestre) |
| Crono:   | Enrico De Poli (Mestre)                                                           |

|                                     |           |                                               |
| Merlim 18'34’’ Borja 30'23’’ (aut.) | Marcatori | 15'54’’ E. Bertoni 24'34’’ Jonas 33'05’’ Nora |

##### Gara 2
| Arbitri: | Arnaldo Ciciarello (Catanzaro) Alessandro Merenda (Reggio Calabria) Francesco Cirillo (Rovereto) |
| Crono:   | Daniele Di Resta (Roma 2)                                                                        |

|                                                                    |           |                                       |
| Borja 1'30’’ Jonas 9'10’’ Duarte 15'55’’, 25'00’’ Follador 38'38’’ | Marcatori | 1'40’’, 26'44’’ Canal 21'41’’ Rogério |

##### Gara 3
| Arbitri: | Angelo Galante (Ancona) Filippo Ragalà (Bologna) Leonardo Balli (Prato) |
| Crono:   | Alessandro Rafaeli (Jesi)                                               |

|                                                 |           |                              |
| Jonas 17'19’’, 38'13’’ (rig.) Ercolessi 19'26’’ | Marcatori | 16'33’’ Caputo 17'59’’ Canal |

### Classifica marcatori play-off
| Gol |  |  | Giocatore         | Squadra        |
| --- |  |  | ----------------- | -------------- |
| 6   |  |  | Alex Merlim       | Luparense      |
| 5   |  |  | Mauro Canal       | Luparense      |
| 5   |  |  | Alessandro Patias | Asti           |
| 4   |  |  | Edgar Bertoni     | Marca          |
| 4   |  |  | Chaguinha         | Acqua e Sapone |
| 4   |  |  | Vinícius Duarte   | Marca          |
| 4   |  |  | Jonas             | Marca          |
| 3   |  |  | Héctor Albadalejo | Acqua e Sapone |
| 3   |  |  | Vinícius Bacaro   | Lazio          |
| 3   |  |  | Rodolfo Fortino   | Asti           |
| 3   |  |  | Patrick Nora      | Marca          |

| Gol |  |  | Giocatore          | Squadra        |
| --- |  |  | ------------------ | -------------- |
| 2   |  |  | Borja Blanco       | Marca          |
| 2   |  |  | Luiz Paulo Caetano | Acqua e Sapone |
| 2   |  |  | Marco Ercolessi    | Marca          |
| 2   |  |  | Adriano Foglia     | Lazio          |
| 2   |  |  | Filipe Follador    | Marca          |
| 2   |  |  | Mauricio           | Cogianco       |
| 2   |  |  | Rogério            | Luparense      |
| 2   |  |  | Gelson Saiotti     | Luparense      |
| 2   |  |  | Márcio Zanchetta   | Acqua e Sapone |

## Play-out

### Formula
Le squadre che hanno concluso il campionato all'undicesima e alla dodicesima posizione si sono affrontate in un doppio spareggio (andata e ritorno, la prima partita giocata in casa della dodicesima classificata) per determinare la terza retrocessione in Serie A2. Le due sono state programmate rispettivamente per il 4 e l'11 maggio 2013.

### Risultati

#### Andata[17]
| Arbitri: | Giancarlo Lombardi (Roma 1) Mario Filippini (Roma 1) Francesco Cirillo (Rovereto) |
| Crono:   | Luca Bizzotto (Castelfranco Veneto)                                               |

|                 |           |                                                                                   |
| Zanatta 24'39'’ | Marcatori | 13'05'’, 27'21'’ Campano 14'39'’ Pizetta 22'54'’ Bico 29'18'’ Melise 39'40'’ Emer |

#### Ritorno[18]
| Arbitri: | Gianluca Mastri (Jesi) Vincenzo Giannantonio (Campobasso) Gianluca Gentile (Roma 1) |
| Crono:   | Daniele Ferretti (Roma 1)                                                           |

| |           |                                        |
| P. De Luca 7'49'’, 16'50'’ Campano 9'53'’, 27'48'’, 39'16'’ Melise 14'06'’, 25'47'’, 27'19'’ Bico 23'27'’ Scandagliato 36'32'’ (aut.) Emer 38'42'’ | Marcatori | 18’ Callegarin 28'46'’, 38'05'’ Agatea |

## Supercoppa italiana
Inizialmente la quindicesima Supercoppa Italiana doveva avere una formula simile a una Final Four con la partecipazione dei campioni d'Italia, i detentori della coppa Italia e le due squadre vincitrici dei due gironi della serie A2 della passata stagione..
Alla fine non si fece più nulla e la gara si svolse, come nelle precedenti edizioni, tra i Campioni d'Italia della Luparense e i detentori della Coppa Italia dell'Asti, martedì 4 dicembre a Bassano del Grappa presso il PalaBruel.
| Arbitri: | Marco Vocca (Battipaglia) Giacomo De Varti (Foggia) Giovanni D’Oria (Bari) |
| Crono:   | Giovanni Nero (Latina)                                                     |

| |                      | |
| Pedotti Honorio Caputo Canal Merlim | Tiri di rigore 4 – 2 | Fortino Patias Lima Vampeta |
| · Davide Putano · Giovani Pedotti · Alex Merlim · Mauro Canal · Rogério · Guido Secchieri · Gonzalo Abdala · Humberto Honorio · Francesco Buonanno · Ricardo Caputo · Gelson Saiotti · Mattia Andretta | Formazioni           | · Marcos Bernardi · Gabriel Lima · Diego Cavinato · Douglas Corsini · Alessandro Patias · Nicolò Garbin · Antonio Celentano · Ramon · Vampeta · Rodolfo Fortino · Gioele Cannella · Mirko Casassa |
| Fulvio Colini | Allenatori           | Sergio Tabbia |

## Copertura televisiva
Come già avvenuto nelle precedenti stagioni, sarà Rai Sport l'emittente a proporre le partite di Serie A in diretta ed in esclusiva. La tv di stato, trasmetterà settimanalmente l'anticipo serale del venerdì per il secondo anno consecutivo, ed occasionalmente il posticipo del sabato sera (novità di rilievo introdotta da questo campionato) attraverso i canali Rai Sport 1 e Rai Sport 2, con inizio fissato alle ore 20:30. Tuttavia prima di ogni anticipo del venerdì, andrà anche in onda la rubrica This is futsal curata dalla Divisione Calcio a 5 che propone tutte le sintesi e gli highlights dell'ultima giornata disputata del massimo torneo. Come avvenuto nelle precedenti edizioni, per ogni turno dei play-off, Rai Sport garantirà nella sua programmazione anche la diretta di due incontri a partire dai quarti di finale (fra cui un anticipo) e proseguendo con le semifinali sino alle finali. Saranno inoltre trasmessi la finale della Supercoppa italiana e la final eight di Coppa Italia.